# Приганська сільська рада
При́ганська сільська рада (рос. Прыганский сельский совет) — сільське поселення у складі Крутіхинського району Алтайського краю Росії.
Адміністративний центр та єдиний населений пункт — село Приганка.

## Населення
Населення — 914 осіб (2019; 969 в 2010, 1378 у 2002).